# 숭릉천
숭릉천(崇陵川)은 인천광역시 강화군 송해면 하도리 고려산에서 발원하여 강화읍 대산리에서 강화해협으로 유입하는 하천이다. 송해면 솔정리에서 하구 인근까지 4.92 km 구간은 지방하천으로 관리되고 있다. 1696년에 발행된 강화부 읍지(邑誌)인 《강도지》(江都誌)에는 오리천(吾里川)으로 기록되어 있으며, 1911년경의 《조선지지자료》에는 오리ᄂᆡ(五流川)로 적혀 있다. 상류 부분은 오류상천으로 불리며, 그 중 1.6 km 구간은 강화군의 소하천으로 관리되고 있다.

## 지류
- 숭릉천
  - 부근천: 강화군 하점면 부근리 고려산에서 발원하는 하천이다.[2]
  - 짐작1천: 강화군 송해면 하도리에서 시작하여, 송해면 솔정리에서 숭릉천으로 합류하는 하천이다.[2]